# Dendropemon laxiflorus
Dendropemon laxiflorus är en tvåhjärtbladig växtart som beskrevs av Carl Ludwig von Blume. Dendropemon laxiflorus ingår i släktet Dendropemon och familjen Loranthaceae. Inga underarter finns listade i Catalogue of Life.